# Il Muto di Gallura
Il Muto di Gallura (en français : Le Muet de Gallura) est un roman historique d'Enrico Costa, paru en 1884. Il relate l'histoire et le destin du bandit  Sebastiano Tansu (d) dont le surnom était justement Il muto di Gallura. 

## Présentation
L'action se déroule en Gallura et notamment à Aggius dans les années 1850.

## Analyse
L'analyse d'Enrico Costa lui-même sur Il Muto di Gallura est que ce dernier n'est pas un roman à proprement parler dans la mesure où — selon lui — tous les faits reportés, sont vrais : « Non ho scritto un romanzo. I fatti che io narro sono veri, veri fino nei dialoghi ch'io riporto ».

## Éditions
- (it) Enrico Costa, Il muto di Gallura, Tempio Pausania, Tipografia Editrice Ditta G. Tortu, coll. « Biblioteca economica sarda », 1912, 152 p. (présentation en ligne, lire en ligne)

- (it) Enrico Costa, Il muto di Gallura, La Riflessione, coll. « Biblioteca economica sarda », 2007, 124 p. (ISBN 978-88-6211-008-2, lire en ligne)

- (it) Enrico Costa, Il muto di Gallura, Carlo Mulas, 2013 (ISBN 978-88-907593-2-1, lire en ligne)